# Handen omhoog
Handen omhoog is een single van Jan Smit en Kraantje Pappie, uitgebracht in 2014. Handen omhoog werd Jan Smits 28e Top 40-hit. 

## Hitnoteringen

### NederlandseSingle Top 100
| Positie: | 1 | 15 | 48 | 73 |

### Nederlandse Top 40
| Positie: | 42 | 26 | 38 |